# 콜론주 (파나마)

콜론주의 위치

콜론주(스페인어: Provincia de Colón)는 파나마 북부에 위치한 주로 주도는 콜론이며 면적은 4,575.5km2, 인구는 241,928명(2010년 기준)이다. 5개 구를 관할한다. 북쪽으로는 카리브해, 동쪽으로는 구나얄라 특구, 남쪽으로는 파나마주와 서파나마주, 코클레주, 서쪽으로는 베라과스주와 접한다.

주기